# Thérence Koudou
Thérence Koudou, né le 13 décembre 2004 à Livry-Gargan en France, est un footballeur français qui joue au poste d'arrière latéral au KV Malines.
D'origine ivoirienne, Koudou grandit à Livry-Gargan en banlieue parisienne et intègre dans sa jeunesse le Stade de Reims. Il obtient son premier contrat professionnel avec Reims en 2021. Il y reste le temps d'une saison avant d'être prêté une demi-saison au Pau FC en 2023, puis d'être rappelé à Reims pour la seconde partie de la saison.
Avec l'équipe de France U20, il prend notamment part à la Coupe du monde U-20 de la FIFA 2023, entrant en jeu face à la Gambie et au Honduras.

## Biographie

### Carrière en club
Né le 13 décembre 2004 à Livry-Gargan, en Seine-Saint-Denis, Thérence Koudou est un défenseur latéral. Mesurant 178 cm pour 68 kg, ce joueur polyvalent fait ses débuts en Ligue 1 au sein du Stade de Reims.
Thérence Koudou a suivi sa formation dans les académies de l'ES Goelly, du Compans FC, du FC Villepinte et de l'US Torcy, avant de rejoindre l'académie du Stade de Reims le 10 mai 2017.
Koudou a entamé son parcours senior en intégrant l'équipe réserve de Reims en 2021. Le 8 février 2023, il franchit une étape importante en signant son premier contrat professionnel avec Reims, le liant au club jusqu'en 2026. Le 12 mai 2023, Koudou fait ses débuts professionnels avec le Stade de Reims, lors d'une défaite 2-1 en Ligue 1 contre l'Olympique de Marseille.

#### Prêt au Pau FC
Après ses débuts en Ligue 1, le développement de Koudou a été jugé essentiel et il a été décidé de poursuivre sa progression grâce à un prêt. Ainsi, il est prêté au Pau FC en Ligue 2, considéré comme la destination idéale pour le talentueux arrière droit.
En Béarn, Koudou devient rapidement un titulaire indiscutable au poste d'arrière droit, faisant preuve d'une grande maturité malgré son jeune âge et réalisant une première partie de saison remarquable, notamment offensivement. Ainsi, il a rapidement fait oublier son prédécesseur Erwin Koffi, qui avait été le joueur le plus utilisé de l'effectif des Maynats en Ligue 2.

#### Retour au Stade de Reims
Au mercato hivernal, Koudou retourne à Reims, afin de compenser numériquement le départ d'Azor Matusiwa pour le Stade rennais. A son retour dans le groupe, Koudou s'intègre dans la rotation.

#### Transfert au Pau FC
En août 2024, Thérence Koudou rejoint de manière définitive le Pau FC après la première journée de la saison 2024-2025, dans le cadre d’un transfert dont les détails financiers n’ont pas été divulgués. Koudou sera amené à concurrencer son successeur Jordy Gaspar pour le poste de latéral droit. En dépit de l’intérêt manifesté par d’autres clubs tels que le FC Bâle et l’ESTAC Troyes, Koudou choisit de revenir à Pau, après un prêt concluant la saison précédente. Son transfert inclut un pourcentage à la revente en faveur du Stade de Reims.

#### KV Malines (depuis 2025)
En juillet 2025, Thérence Koudou rejoint de manière définitive le KV Malines, en jupiler pro league. Il signe un contrat de 4 ans, soit jusqu'en juin 2029.

### Carrière internationale
Né en France, Koudou est d'origine ivoirienne. Il a été appelé en équipe de France U20 pour la Coupe du Monde U-20 de la FIFA 2023.

#### Sélections nationales
Thérence Koudou a déjà eu l'opportunité de représenter son pays au niveau international.
- France U20 : 11 matchs
- France U19 : 7 matchs
- France U18 : 6 matchs
- France U16 : 3 matchs

## Vie privée
Le frère jumeau de Koudou, Maxence, est également footballeur.